# یوری اوزروف (کارگردان)
یوری اوزروف (روسی: Ю́рий Никола́евич О́зеров؛ ۲۶ ژانویهٔ ۱۹۲۱ – ۱۶ اکتبر ۲۰۰۱) کارگردان فیلم، و فیلم‌نامه‌نویس اهل اتحاد جماهیر شوروی سوسیالیستی بود.
از فیلم‌هایی که وی در آن‌ها نقش داشته است، می‌توان به سربازان آزادی اشاره نمود.
وی همچنین برندهٔ جوایزی همچون نشان پرچم سرخ، مدال تسخیر کونیگسبرگ، هنرمند مردمی جمهوری شوروی فدراتیو سوسیالیستی روسیه، نشان انقلاب اکتبر، جایزه لنین، جایزه هنرمند مردمی اتحاد جماهیر شوروی، جایزه دولتی اتحاد شوروی، مدال دفاع از مسکو، و نشان لنین شده‌است.